# Vífilsfell
Vífilsfell (pronuncia in lingua islandese: ˈviːvɪlsˌfɛtl̥) è un vulcano situato nella parte sud-occidentale dell'Islanda.

## Descrizione
Il vulcano ha un'altezza di 655 metri ed situato sul plateau vulcanico di Hellisheiði. Forma l'estensione più settentrionale del massiccio del Bláfjöll, nella catena vulcanica di Brennisteinsfjöll.
Il vulcano si trova nel territorio comunale di Kópavogur, al confine con il comune di Ölfus, circa 25 km a sud della capitale Reykjavík.

## Denominazione
La denominazione del vulcano deriva dal nome di Vífill uno dei servi di Ingólfur Arnarson, il primo colono che andò a insediarsi in Islanda. Vífill, abitava in una fattoria a Vífilsstaðir, nelle vicinanze dell'odierno villaggio di Hafnarfjörður. Secondo il Landnámabók, lo storico libro dei primi insediamenti in Islanda, Vífill si recava spesso a pescare nella baia di Faxaflói, nei pressi di Grótta, all'estremità della penisola di Seltjarnarnes. Prima di uscire a pescare, faceva sempre una rapida escursione sulla sommità del vulcano, che distava circa 20 km da casa sua, per controllare se le condizioni meteorologiche erano favorevoli.

## Caratteristiche
Il vulcano Vífilsfell, è un cono di palagonite che fa parte del massiccio montuoso Bláfjöll, lungo 10 km e orientato da nord-est a sud-ovest. Hanno lo stesso orientamento anche le altre catene montuose della regione della penisola di Reykjanes, situata nella parte sud-occidentale dell'Islanda. L'accrescimento subglaciale forma una scarpata che si estende verso nord, dove si trovano i campi di lava più vecchi, mentre verso sud, la giovane lava di tipo AA forma un paesaggio caratterizzato da creste scoscese, intervallate dalla più liscia lava di tipo Pahoehoe.